# Ana Viñas Puig
Ana Viñas Puig (1919- 2013) fou una infermera catalana rellevant durant la Guerra Civil.

## Biografia[1]
Va cursar els estudis d'infermera a l'Hospital Clínic i Provincial de Barcelona en temps de la Guerra Civil i fou destinada a treballar al Balneari Blancafort de La Garriga, que servia les funcions d'hospital militar de rereguarda. Allà hi va treballar durant dos anys fins l'arribada del bàndol franquista i es feu càrrec dels ferits i malalts més lleus.
En el moment en què va començar la retirada republicana va haver de marxar amb altres infermeres, primer a Girona i després, a França, on no va poder treballar com a infermera. A Rodez es va fer càrrec d'un refugi de dones i nenes i després va haver de marxar a Àubenes, juntament amb altres republicans que fugien de la guerra. S'hi van quedar fins al mes de març del 1940, quan es veié obligada a tornar a Catalunya arran de l'aprovació d'una llei per la qual els nois i noies menors de 21 anys que no tinguessin pares a França, havien de tornar a Espanya. Va haver de tornar a cursar els estudis d'infermera a l'Hospital Clínic, ja que el seu títol d'infermera no es va considerar vàlid. La formació va durar un any i era impartida per metges i la part pràctica, per monges. Després de les pràctiques quedà a fer de voluntària i finalment va treballar d'infermera de nit a la Clínica San Cosme y San Damián de Badalona.